# Hendery
Huáng Guānhēng (Macao, 28 de septiembre de 1999), más conocido como Hendery, es un rapero, cantante y bailarín chino. Es conocido por formar parte de NCT, dentro de la subunidad WayV.

## Primeros años
Hendery nació en Macao el 28 de septiembre de 1999. Su familia está compuesta por sus padres y tres hermanas Catherine, Cecilia, y Crystal. Fue descubierto por un cazatalentos de SM Entertainment para luego convertirse en aprendiz de la empresa. Inicialmente, Hendery no tenía una base profesional, y cuando ingresó a SM Entertainment, creía que podía obtenerlo.

## Carrera

### 2018-presente: Debut
El 17 de julio de 2018, fue presentado como miembro de SM Rookies, un equipo de entrenamiento de aprendices, junto con sus actuales compañeros de grupo Yangyang y Xiaojun. El 31 de diciembre del mismo año, SM Entertainment publicó la primera imagen con los siete integrantes de NCT China, siendo Hendery uno de ellos. El grupo debutó en enero de 2019 con The Vision.

## Discografía
| Canción                     | Año  | Álbum              | Artista | Letras  | Letras                 | Música  | Música |
| Canción                     | Año  | Álbum              | Artista | Crédito | Con                    | Crédito | Con    |
| --------------------------- | ---- | ------------------ | ------- | ------- | ---------------------- | ------- | ------ |
| «King of Hearts» (心心相癮) | 2019 | Take Over the Moon | WayV    | Sí      | Pan Yan Ting, Yangyang | No      | N/A    |
| «We go nanana» (幸福遇見)   | 2019 | Take Over the Moon | WayV    | Sí      | Pan Yan Ting, Yangyang | No      | N/A    |
| «Stand By Me»               | 2020 | Awaken the World   | WayV    | Sí      | Wang Jung-woon         | No      | N/A    |
| «Electric Hearts»           | 2020 | Awaken the World   | WayV    | Sí      | Pan Yan Ting, Yangyang | No      | N/A    |
| «Only Human»                | 2020 | Awaken the World   | WayV    | Sí      | Pan Yan Ting, Yangyang | No      | N/A    |